# Слепнёво (урочище)
Слепнёво — исчезнувшая в 1960-х деревня в Бежецком районе Тверской области, в которой располагалась усадьба Гумилёвых. Ныне урочище. Находилась недалеко от современного села Градницы Борковского сельского поселения.

## География
Сельцо Слепнёво находилось в километре от карельской деревни Поцеп, в трёх км от деревни Петряйцево, в 6,5 км к северо-востоку от Градниц, сейчас — за прудами Бежецкого рыбхоза.
Через сельцо проходила дорога Хотенo — Поцеп. От дороги к крыльцу усадьбы вела песчаная дорожка.

## История
В документах впервые упоминается в 1566 г., принадлежало вотчиннице Бежецкого уезда Марии Васильевне Челядниной.
В 1677 г. владельцем селения указан Потап Васильевич Милюков.
В 1710 году деревней в равных долях владели Никифор Потапович, Алексей Потапович и Фёдор Потапович Милюковы, проживавшие в имении Сулега.
В 1859 г. в сельце проживало 136 жителей, в том числе 67 мужчин и 69 женщин.
В 1887 году в сельце были школа грамотности, 2 колодца и 2 пруда. Население составляло 144 человека, число семей — 24. Было 37 жилых построек и 113 нежилых.

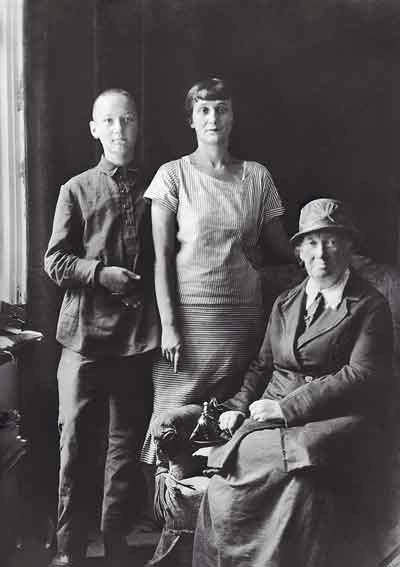
Анна Ивановна Гумилёва-Львова, Анна Ахматова и Лев Гумилёв. Середина 20-х годов XX века

До 1894 года владельцем Слепнёва был контр-адмирал Лев Иванович Львов (1838—1894), после его смерти оно перешло вдове морского офицера Любови Владимировне, а затем сёстрам адмирала: Варваре, Агафье и Анне. Распоряжалась имением Анна Ивановна Гумилёва-Львова (1854—1941), мать поэта Н. С. Гумилёва. Она здесь родилась и провела всё своё детство, юность и молодость.
К 1914 году в Слепнёве было более 30 дворов, они в два ряда спускались по восточному склону холма от вершины к подножию. С южной стороны сельцо и усадьбу обтекала речка Каменка, приток Уйвеши. Через Каменку был построен высокий деревянный мост. С севера холма протекал ручей Ханинка. Имение Львовых располагалось на вершине холма. Усадебный дом стоял между фруктовым садом и парком, поблизости был флигель, конюшня и другие постройки.
Усадебный дом в Слепнёво был построен в конце XVIII века. Родовое кладбище Львовых находилось в Градницах.
До административно-территориальной реформы 1929 года деревня была в составе Новской волости Бежецкого уезда и относилась к приходу Троицкой церкви в селе Градницы.
Николай Степанович Гумилёв приезжал в усадьбу с 1908 года, а с 1911 по 1917 годы сюда каждое лето приезжала Анна Ахматова. Она написала в Слепнёве около 60 стихотворений. Десять стихотворений сочинил в Слепнёве Н. С. Гумилёв. В слепнёвском доме прошло детство сына поэтов, известного историка, географа и востоковеда Льва Николаевича Гумилёва.
Судьба этого дома связана также с пребыванием здесь художника Дмитрия Бушена и поэта, художника, общественного деятеля Елизаветы Кузьминой-Караваевой, ставшей впоследствии деятелем французского Сопротивления и канонизированной Константинопольским патриархатом.
В 1917 году хозяева были выселены из усадьбы Слепнёво. Анна Ивановна Гумилёва с пятилетним внуком Львом переселились в Бежецк, опустевший слепнёвский дом использовали сначала как школу и клуб, в котором ставили спектакли и играл оркестр. Когда школу закрыли за недостатком учеников, дом пустовал, некоторое время в нём был молочный сливной пункт.
В 1966 году, когда скончалась Анна Ахматова, из деревни Слепнёво переехала последняя жительница — Вера Филиппова, бывшая домработница семьи Энгельгардтов.
В 1935 г. деревянный дом Гумилёвых перевезли из Слепнёва в село Градницы, в котором более полувека находилась школа. В 1989 году он был отремонтирован и в его помещении создан музейно-литературный центр «Дом поэтов».

## Население
По переписи 1859 года в 16 дворах проживало 136 человек.
В 1877 г. население было 144 человека: 75 мужчин и 69 женщин, грамотных 15 мужчин и один мальчик учащийся. Крестьяне владели 32 лошадьми, 38 коровами и быками и 41 овцой.
В 1915 г. сельцо насчитывало 31 двор.